# Batalla de Mandora
La batalla de Mandora fue una batalla menor librada el 13 de marzo de 1801 entre las fuerzas francesas bajo François Lanusse y el cuerpo expedicionario británico bajo Ralph Abercromby, durante la campaña francesa en Egipto y Siria.

## Antecedentes
El ejército británico, bajo el mando del teniente general Sir Ralph Abercromby, había sido enviado a Egipto para retirar la guarnición francesa de la región, tras la partida de Napoleón en agosto de 1799. El 1 de marzo de 1801, el cuerpo británico, originalmente compuesto por 15 300 hombres, pero muy afectados por enfermedades, transportado por una flota de 175 barcos, llegó al puerto natural de Abu Qir, (conocido por los británicos como «Aboukir Bay»), a unos 23 kilómetros (14 millas) de la ciudad portuaria de Alejandría. El 8 de marzo, la vanguardia británica de 5500 llegó a tierra en barco, opuesta por una fuerza francesa de la guarnición de Alejandría bajo Louis Friant de unos 2000 dibujados en las dunas de arena con vistas a la playa de desembarco, una acción conocida como la segunda batalla de Abukir. El resultado se había decidido esencialmente en los primeros 20 minutos de la llegada a tierra, cuando el mayor general John Moore, al mando del centro de la línea británica, llevó la posición principal francesa en una duna de arena con una carga de bayoneta; los franceses se vieron obligados a retirarse y todo el cuerpo británico había desembarcado al caer la noche.
Habiendo establecido un depósito y un hospital de campaña en la playa, los británicos sitiaron y capturaron el castillo de Abukir de los franceses y comenzaron los preparativos para moverse contra Alejandría. El 12 de marzo, los británicos comenzaron su cauteloso avance hacia Alejandría a lo largo de un estrecho istmo entre el Mediterráneo y el lago Maadie (más tarde conocido como lago Abukir). Cuando llegaron a una característica llamada Torre Mandora, acamparon para pasar la noche.
En El Cairo, el comandante francés Menou se centró en la amenaza de las fuerzas otomanas en el este, e inicialmente minimizó la seriedad del desembarco británico, haciendo caso omiso de las protestas de Reynier y otros oficiales, y enviando solo un pequeño refuerzo a Alejandría bajo François Lanusse, un «general ardiente», quien, frustrado por el lento avance de los británicos, decidió atacar.

## Batalla
Un reconocimiento personal de Abercromby había demostrado que una fuerza francesa de casi 5000 hombres bajo el mando del general François Lanusse sostenía una cresta de terreno elevado que cruzaba el extremo occidental del istmo; su línea descansaba sobre las ruinas de Nicópolis de Alejandría en el norte y el Canal de Alejandría en el sur, y había sido fortalecida por la construcción de un reducto. En consecuencia, el 13 de marzo, los británicos comenzaron su avance con la primera luz, en dos líneas. Los franceses desataron un fuego feroz de su artillería y mosquetes contra el 92º Regimiento de Infantería que lideraba la columna izquierda y montó una carga de caballería contra el 90º Regimiento de Infantería que lideraba la derecha. Pocos de la caballería francesa llegaron a la línea británica, la mayoría fueron expulsados por una efectiva descarga de fuego de mosquete. A medida que las líneas británicas continuaron su avance, los franceses comenzaron a retirarse a sus fortificaciones en una cresta adicional a las afueras de Alejandría; el Regimiento de Dillon (compuesto por varias tropas extranjeras y oficiales emigrados franceses) capturó dos cañones franceses junto al canal en una carga de bayoneta.
Habiendo asegurado las antiguas posiciones francesas, Abercromby, que estaba decidido a tomar las fortificaciones francesas fuera de Alejandría por un golpe de mando, comenzó un nuevo avance a través de la llanura que separaba las dos crestas. El general Hutchinson recibió la orden de tomar una colina con vistas a la llanura desde el sur, lo que tuvo éxito, el 44.º Regimiento de Infantería capturó un puente vigilado sobre el canal en el proceso. Sin embargo, el general Moore, al mando de la columna derecha, se encontró con un intenso fuego de artillería al que estaban totalmente expuestos. Deteniéndose mientras Abercrombie realizaba un reconocimiento, durante el cual su caballo recibió un disparo desde debajo de él, las fuerzas británicas finalmente se retiraron al atardecer a la línea que habían capturado más temprano en el día.

## Consecuencias
Los británicos se dedicaron a fortificar aún más su nueva posición, desembarcaron cañones pesados de los barcos en alta mar y trajeron suministros con la intención de bloquear la guarnición francesa. Fue en esta posición que un contraataque francés sería derrotado en la batalla de Alejandría el 21 de marzo.
Los Regimientos de Infantería 90º y 92º británicos, que habían soportado la peor parte de la lucha, fueron galardonados con el honor de batalla «Mandora».
Los barracones de Mandora (construidos en 1895, demolidos en 1970) en Aldershot en Hampshire fueron nombrados después de esta acción.